# 메즈고리예

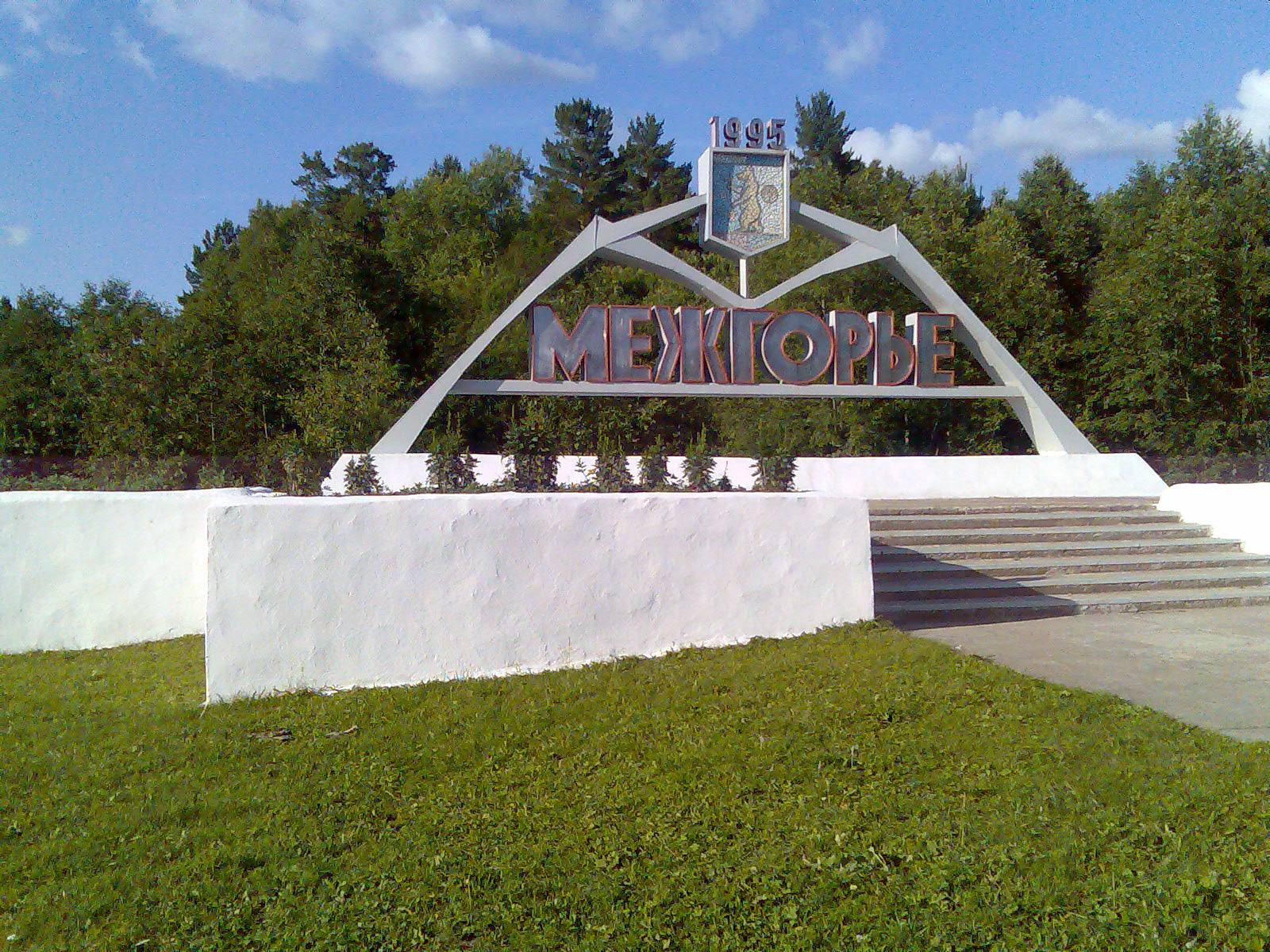
메즈고리예 입구에 설치된 조형물

메즈고리예(러시아어: Межгорье)는 러시아 바시키르 공화국에 위치한 도시로 인구는 17,352명(2010년 기준)이다. 바시키르 공화국의 수도인 우파에서 남동쪽으로 200km 정도 떨어진 곳에 위치한다.
1979년경에 우파-105(Уфа-105), 벨로레츠크-16(Белорецк-16)이라는 이름의 군사 기지가 설립되면서 폐쇄 도시가 되었다. 1995년 도시 지위를 부여받았다.